# Rosalie Varda
Rosalie Varda (Paris, 28 de maio de 1958) é uma atriz, cineasta e figurinista francesa. Filha de Agnès Varda e Jacques Demy e graduada pela École du Louvre, foi indicada ao Oscar de melhor documentário de longa-metragem por Visages, villages (2017).
É filha de Agnès Varda.

## Filmografia
- Les parapluies de Cherbourg (1964) - Françoise Cassard
- Oncle Yanco (1967)
- L'Événement le plus important depuis que l'homme a marché sur la Lune (1973)
- Daguerréotypes (1975)
- L'une chante, l'autre pas (1977) - Marie